# 漢科科塔山
16°50′1″S 67°28′13″W / 16.83361°S 67.47028°W
漢科科塔山（Janq'u Quta），是玻利維亞的山峰，位於該國西部拉巴斯省的因基西維省，處於馬馬奧克略山東南面，屬於安第斯山脈中基姆薩克魯斯山脈的一部分，海拔高度5,090米。